# The Wedding March
The Wedding March is een Amerikaanse dramafilm uit 1928 geregisseerd door Erich von Stroheim. De film was zo lang dat Von Stroheim in opdracht van de studio er twee films van moest maken. De andere film die hij maakte heette The Honeymooners en is verloren gegaan. De film werd in 2003 opgenomen in de National Film Registry.

## Rolverdeling
| Acteur             | Personage                                 |
| ------------------ | ----------------------------------------- |
| Erich von Stroheim | Prins Nickolas von Wildeliebe-Rauffenburg |
| Fay Wray           | Mitzerl Schrammell                        |
| George Fawcett     | Prins Ottokar von Wildeliebe Rauffenburg  |
| George Nichols     | Fortunat Schweisser                       |
| ZaSu Pitts         | Cecelia Schweisser                        |
| Maude George       | Prinses Maria                             |